# Martin Senff
Martin Senff (* 17. Juni 1980) ist ein deutscher Schachspieler und -trainer.
Der Inhaber einer A-Trainerlizenz betreut mehrere jugendliche Nachwuchsspieler bei internationalen Turnieren, trainiert den Jugendbereich mehrerer Vereine und ist in der Trainerausbildung des Schachbundes Nordrhein-Westfalen engagiert.
Martin Senff studierte Wirtschaftsinformatik an der Universität Trier. Seit Oktober 2013 studierte er Medizin an der Universität des Saarlandes in Homburg und promovierte 2021.

## Erfolge
Bei der deutschen Einzelmeisterschaft U13 1992 in Bochum wurde er hinter Alexander Naumann Zweiter. Bei der U12-Weltmeisterschaft 1992 in Duisburg erzielte er 6 Punkte aus 11 Partien und erreichte den 24. Platz. Mit der Mannschaft Nordrhein-Westfalens gewann er 1993 in Bad Schmiedeberg die Deutsche Ländermeisterschaft der Jugend. Mit der SG Bochum 31 wurde er 1994 in Bonn und 1997 in Magdeburg deutscher U20-Mannschaftsmeister. Beim europäischen Mannschaftsturnier in Schottland wurde die Deutsche Schachjugend (Huber, Armbruster, Senff, Wyrwisch, Voigt) Erster im Finale B. Bei der Offenen Meisterschaft von Arnheim 2003 wurde er Zweiter, punktgleich mit dem Turniersieger Martin Alexander Becker. 2005 gewann er das Liechtenstein Open in Triesen, wodurch er sich eine Großmeister-Norm sicherte (Übererfüllung mit 7,5 Punkten aus 9 Partien). 2006 gewann er das Open in Binissalem.
Seit Oktober 2000 trägt er den Titel Internationaler Meister. Die letzte Norm hierfür erfüllte er im Jahr 2000 bei der Juniorenweltmeisterschaft U20 in Jerewan. Er wird bei der FIDE als inaktiv geführt, da er seit der Bundesligasaison 2008/09 keine Elo-gewertete Partie mehr gespielt hat.

## Vereine
Sein „Heimatverein“ ist der SV Meschede. Über die SG Bochum 31, bei der er 1998 seinen ersten Einsatz in der deutschen Schachbundesliga hatte, kam er 2001 zu den Sportfreunden Katernberg, mit denen er von der Saison 2003/04 bis zur Saison 2008/09 in der 1. Bundesliga spielte. Inzwischen ist er wieder für den SV Meschede gemeldet. In Frankreich spielt er für den Schachverein Metz Fischer, auch in der belgischen 1. Liga hat er gespielt. 